# Referendo constitucional da Federação Russa em 1993
O Referendo constitucional da Federação Russa foi uma votação popular ocorrida em 12 de dezembro de 1993, para decidir se a Constituição russa de 1993 deveria ser aprovada, em substituição à Constituição russa de 1978. O referendo foi o resultado da Crise constitucional russa de 1993, em que o presidente Boris Iéltsin entrou em um impasse com o Soviete Supremo, representado pelo chefe do Legislativo, Alexander Rutskoi, a respeito da Constituição russa. Enquanto Iéltsin defendia a aprovação de uma Constituição projetada por ele, Rutskoi defendia que o estabelecimento de uma nova Constituição era dever do Parlamento, e não do presidente. O resultado foi um conflito que quase culminou em uma guerra civil, terminando com a vitória de Boris Iéltsin e o consequente referendo que decidiria se a sua Constituição seria aceita.
A questão do referendo era a seguinte:

«Você admite a Constituição da Federação Russa?» 
«Принимаете ли Вы Конституцию Российской Федерации?»
As respostas possíveis eram Sim, pela aprovação da nova Constituição, e Não, para que a então Constituição de 1978 continuasse sendo a Constituição vigente no país. O referendo também foi um modo de o povo reconhecer a vitória de Iéltsin sobre o Soviete Supremo, já que a nova Constituição foi criada sem o consenso do Legislativo.
Com o comparecimento de mais de 58 milhões de russos às urnas, equivalendo a 54% do eleitorado, a Constituição foi aprovada com 32.937.630 votos, o que equivale a 58% do total. Os votos contrários à Constituição somaram 23.431.333, totalizando 41%. 